# نسک
واژه نَسْک برابر پارسی واژهٔ کتاب است. امروزه واژهٔ نسک به‌طور ویژه برای اشاره به بخش (کتاب)های پنجگانهٔ اوستا به کار می‌رود.

## کاربرد به صورت اسم خاص
مجموعه نوشته‌های زرتشت پیامبر بزرگ ایرانی که اوستا نام دارد از ۲۱ نسک (کتاب) فراهم آمده بود که امروزه پنج نسک از آن باقی است.
لغت‌نامهٔ دهخدا دربارهٔ واژهٔ «نسک» چنین می‌نویسد:
هر دفتر را نام باشد از دفاتر پازند. (غیاث اللغات). قسمی باشد از بیست ویک قسم کتاب زند منسوب به زردشت که هر قسم را نسک نام نهاده و هر نسک را به اسمی موسوم ساخته بدین تفصیل: اول ایتا، دوم آهو، سیم دیر، چهارم یوا، پنجم تار، ششم توش، هفتم ناد (که در علوم نجوم و هیئت است)، هشتم اشتاد، نهم جید، دهم هجا، یازدهم ونکهویش، دوازدهم وزدامنکهو، سیزدهم سیتنا، چهاردهم نام، پانزدهم انکهیش، شانزدهم مزدا، هفدهم خشرمچا، هجدهم اهرا، نوزدهم آیم، بیستم درکوبیو، بیست ویکم واستارم. اکنون چهارده نسک از این جمله تمام است و در میان مجوس یافت شود و هفت نسک ناتمام بوده که در جنگ‌ها و فتنه‌های ایران از میان رفته. (از انجمن آرا) (از آنندراج). قسمی باشد از بیست ویک قسم کتاب زند که زردشت آن را منقسم کرده‌است و هر نسکی را یعنی هر قسمی را نامی نهاده. (برهان قاطع). محمد معین آرد: به این معنی لغةً به فتح اول است، در اوستا نَسْکَ به معنی کتاب و سفینه آمده وهر جا که این لغت به کار رفته از آن اجزای کتاب مقدس اراده گردیده‌است (از خرده اوستا ص ۲۶)، اما در یسنا (های ۱۹ بند ۲۲) نسکه به معنی خود اوستا و دوره کامل آن (۲۱ نسک) استعمال شده من باب اطلاق جزء به کل. (یسنا ج ۱ ص ۱۶۶). در پهلوی نَسْک (متن، کتاب) آمده. (تاوادیا ص ۱۶۳). دینکرت درفصل‌های هشتم و نهم نویسد: اوستا دارای ۲۱ نسک می‌باشد و در آن نام هر یک از این ۲۱ بخش جداگانه آمده و خلاصه مندرجات آن‌ها تشریح شده‌است. (از حاشیه برهان قاطع چ معین)

## کاربرد به جای کتاب و پارسی میانه
از دیگر واژه‌های پارسی برای کتاب، که پیش از سرازیر شدن وام‌واژه‌های عربی به زبان پارسی بکار می‌رفته‌اند می‌توان از نیوه نام برد. نیوه با واژه نوشتن هم‌ریشه‌است.
گاه به‌اشتباه پارسی‌نویسان واژهٔ ماتیکان را برای کتاب به کار می‌برند ولی باید توجه داشت که این واژه با مایه و مادیان هم‌ریشه‌است. مادیان یا همان مدین یا مدیانی یا مهدیانی به معنای حکم‌کننده به عدل وداد و رای است و تنها در عنوان کتاب‌هایی از جمله قرآن مجید به کار رفته‌است که به سوالاتی پاسخ داده شده‌است یا مسایلی در آن کتاب‌ها حل شده. مدانو مثل ماتیکان مینوی خرد که پاسخ‌های مینوی خرد به فردی به نام دانا است. یا ماتیکان یا مدین هزار دستان که به معنی همه‌کاره یا کار بلد که قضاوت یا (حکم یا رای) قضایی را خداوند در کتابی که نزد او قرار داده حکم می‌کند.